# Виадана, Лодовико
Лодови́ко Виада́на (полное имя — Лодовико Гросси да Виадана; итал. Lodovico Grossi da Viadana; ок. 1560, Виадана, — 2 мая 1627, Гуальтьери) — итальянский композитор. Монах францисканского ордена. Сочинения Виаданы соединяют в себе стилевые черты позднего Возрождения и раннего барокко.

## Биография
Лодовико Виадана родился в небольшом городке Виадана, близ Мантуи, принадлежал к семье Гросси, но позже взял себе фамилию по месту рождения, что было обычной практикой начиная со Средних веков. Учился в Болонье у К. Порты и первое время сочинял как церковную, так и светскую музыку. В 1594—1608 годах был капельмейстером городского собора в Мантуе. В 1596 году вступил во францисканский монашеский орден и с этого времени сочинял только церковную музыку.
В 1608—1609 годах Виадана руководил капеллами собора Согласия в Портогруаро, а в 1610—1612 годах — в Фано. В последние годы служил в монастыре Св. Андрея в Гуальтьери, где и умер.

## Творчество
Из духовных сочинений Виаданы наибольшую известность получили 4 масштабных сборника «Церковных концертов» (Concerti ecclesiastici, изданы в Венеции в 1602, 1607, 1609, 1614 годах) для 1—4 голосов и basso continuo. Виадана написал много музыки для мессы (в том числе реквием) и оффиция (литании, оффиций страстной утрени, заупокойный оффиций, комплеторий, вечерня, фобурдоны для распева псалмов в технике alternatim и др.), а также сборник 8-голосных (латинских) мотетов (1597). Сборник «Псалмы» op. 27 (Salmi per cantare e concertare букв. «Псалмы для пения и инструментального музицирования», публикация 1612 г.) интересен тем, что в нём (помимо basso continuo) предусмотрено участие инструментов (см. подробное предисловие автора к изданию) — струнных, корнетов, фаготов и тромбонов; впрочем, они никак не выделены мелодически (например, как облигатные голоса), а лишь дублируют партии вокалистов.
Из светской музыки Виаданы сохранились две книги канцонетт (1590, 1954) на четыре и три голоса, стилистически близкие итальянской вилланелле, а также (единственный в его наследии) сборник светской инструментальной музыки «Музыкальные симфонии» (Sinfonie musicali) для 8 голосов и basso continuo (опубликован в 1610 г.), где каждая пьеса озаглавлена топонимом («Бергамасская», «Падуанская», «Римская», «Генуэзская» и т. д.).
Виадана широко использовал цифрованный бас (долгое время считался его изобретателем). В предисловии к первому сборнику церковных концертов (1602; считается первым в истории примером использования генерал-баса в духовной музыке) композитор объяснил причины, побудившие его использовать basso continuo, а также правила цифровки и исполнения по генерал-басу. Сочинения Виаданы, изданные при жизни и переиздававшиеся после смерти автора, пользовались успехом как в Италии, так и за её пределами.